# Ghiacciaio Hulbe
Il ghiacciaio Hulbe (in inglese Hulbe Glacier) è un ghiacciaio lungo circa 16 km situato sulla costa di Bakutis, nella parte orientale della Terra di Marie Byrd, in Antartide. Il ghiacciaio, il cui punto più alto si trova 436 m s.l.m., fluisce in direzione nord, scorrendo lungo il versante settentrionale dell'isola Siple.

## Storia
Il ghiacciaio Hulbe è stato così battezzato dal Comitato consultivo dei nomi antartici in onore di Christina Hulbe, membro della facoltà di geologia dell'Università di Otago, in Nuova Zelanda, autrice sia di studi teorici che di ricerche sul campo inenerti il moto dei ghiacci antartici.